# Buenavista (Castille-et-León)
Pour les articles homonymes, voir Buenavista.
Buenavista est une commune de la province de Salamanque dans la communauté autonome de Castille-et-León en Espagne.